# Der Jude
Der Jude  (în traducere română Evreul) a fost o revistă lunară germană, înființată de Martin Buber și Salman Schocken, care a fost publicată din 1916 până în 1928.
Buber a fost editorul revistei, iar redactori au fost Max Mayer (1886-1967), Max Mayer Präger (1889-1942), Gustav Krojanker (1891-1945), Ernst Simon și Siegmund Kaznelson.
Der Jude a fost publicată lunar din 1916 până în 1928 lunar de R. Löwit Verlag (Berlin/Viena). În ultimii doi ani ea a apărut neregulat. Tirajul revistei a fost 3.000-5.000 de exemplare.
Revista lui Buber a fost cea de-a treia revistă germană care a purtat acest titlu. Gottfried Selig publicase o revistă diferită din 1768 până în 1772 și Gabriel Riesser a editat o revistă cu același nume începând din 1832. Cele trei reviste erau diferite. Prima revistă cu acest nume era o foaie aproape antisemită. De asemenea, începând din 1895 a fost publicată la New York o revistă săptămânală în limba germană cu titlul Der Jude.
Martin Buber planificase deja în anii 1903-1904 să publice o revistă intitulată Der Jude ca „Revue der jüdischen Moderne” (Revista modernismului evreiesc), împreună cu Chaim Weizmann, Berthold Feiwel,  E. M. Lilien și Davis Trietsch, ca un proiect al nou-înființatei edituri Jüdischer Verlag. Un prospect, alcătuit de Buber, a fost tipărit și distribuit, dar revista nu a mai fost publicată din motive financiare.